# 黎文休
黎文休（越南语：／，亦有文獻寫成黎休，1230年—1322年），號修賢，越南陳朝官員及歷史學者，著有越南較早的一部編年體正史《大越史記》。

## 生平
黎文休是越南陳朝時期清都鎮（今清化省）東山縣人，於1247年（陳天應正平十六年）的科舉榜眼出身，其後歷任官職，曾官至兵部尚書，封「仁淵侯」，出任翰林院學士兼國史院監修。 以及「為昭明王傅，遷檢法官」等等。
在1272年（陳紹隆十五年）農曆正月，陳氏朝廷下令「翰林院學士兼國史院監修黎文休奉勅編成《大越史記》，自趙武帝至李昭皇，凡三十卷上進。詔加奬諭。」 另外據黎崱《安南志略》，黎休「修《越志》」，而在此之前則有陳普（即陳周普）「作《越志》」，後世學術界認為黎文休是在陳周普的著述基礎上，編成《大越史記》。 而該書的體例，則是沿用中國古典編年史《春秋》寫成，是為越南第一部正史。
據越共學者的觀點，陳朝時期儒士階層正在崛起，並有壓倒佛教之勢，黎文休便是儒士階層的代表人物之一，他與黎括、張漢超等儒士，對佛教進行批判和排斥，使佛教優勢漸減，地位亦漸讓給儒教。

## 評價
黎文休獲得甚高的評價，黎崱《安南志略》稱他「才行俱備」，越共學界稱他「是一位學識淵博具有崇高的民族精神的史學家」。中國大陸學者郭振鐸、張笑梅，指他在史學上的成果，「為後世歷代封建史學家撰史奠定了基礎」。